# Surcompensation

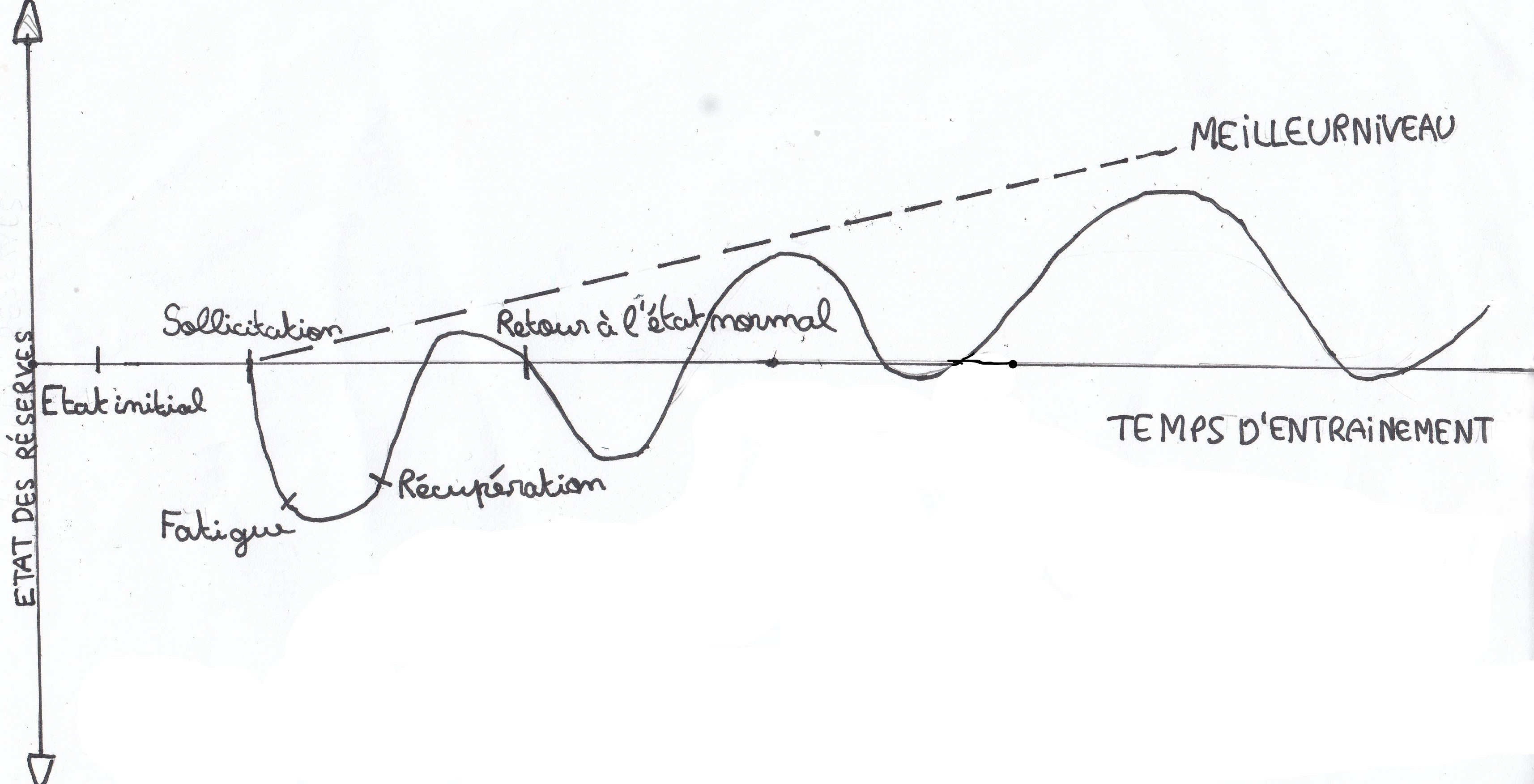
Graphique de la surcompensation physique

La surcompensation est un principe théorique de l'entraînement sportif, basé sur le développement des capacités physiologiques du corps à la suite d'un stress physique. 
En psychologie, et plus spécifiquement en psychanalyse, on parle aussi de surcompensation pour désigner un processus par lequel un sujet tente d'effacer un vécu ou un sentiment d'infériorité, de culpabilité, d'émotion négative et auto-dépréciative, d'échec, en obtenant une satisfaction, une revanche, notamment en s'efforçant de renverser la situation sur le même terrain, ou sur un autre terrain (ce qui permet d'assouvir en partie la frustration, ou de déplacer le symptôme sans le résoudre). Dans ce cas la surcompensation peut rejoindre d'autres mécanismes de défense conceptualisés par Sigmund Freud, comme la sublimation. La surcompensation est le pendant du concept de décompensation), sans être son opposé, car ces phénomènes psychiques peuvent parfois se combiner ou se suivre dans le temps. « Cette réaction n'est pas toujours pathologique. Certes, elle peut comporter des choix névrotiques avec recherche de bénéfices secondaires, mais elle est fréquente chez l'enfant, peu enclin à l'indifférence et à la résignation ».     